# (1154) Астрономия
(1154) Астрономия (лат. Astronomia) — астероид главного пояса, который был открыт 8 февраля 1927 года немецким астрономом Карлом Рейнмутом в обсерватории Хайдельберг и назван в честь астрономии, одной из древнейших наук, которая изучает движение, строение, происхождение и развитие небесных тел. 

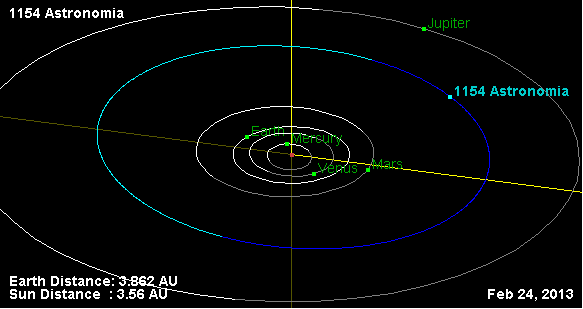
Орбита астероида Астрономия и его положение в Солнечной системе